# Polycarpaea hayoides
Polycarpaea hayoides es una especie de fanerógama perteneciente a la familia de las cariofiláceas. Es endémica de Socotora en Yemen. Su hábitat natural son los matorrales secos y áreas rocosas subtropicales o tropical. 

## Descripción
Superficialmente se asemeja a Haya obovata, pero difiere en que tiene tres semillas en su cápsula y que esta se abre desde el ápice, además de en los racimos de flores del tallo.

## Distribución y hábitat
Es endémica de la isla de Socotora en Yemen donde se encuentra en las rocas de piedra caliza a los lados de los uadis  y en los matorrales con Croton socotranus y matorrales de plantas suculentas. A una altitud de 50 a 450 m. 

## Taxonomía
Polycarpaea hayoides fue descrita por David Franklin Chamberlain y publicado en Edinburgh J. Bot. 51: 55 1994.
Etimología
Polycarpaea: nombre genérico que procede del griego polys y karpos, y significa "abundante fructificación".
hayoides: epíteto compuesto latíno que significa "similar a Haya"